# Долна Битиня
Долна Битиня (на албански: Bitia e Poshtme; на сръбски: Доња Битиња) е село в Косово, разположено в община Щръбце, окръг Феризово. Намира се на 849 метра надморска височина. Населението според преброяването през 2011 г. е 383 души, от тях: 252 (65,79 %) албанци и 131 (34,20 %) сърби.

## Население
Численост на населението според преброяванията през годините:
- 1948 – 416 души
- 1953 – 476 души
- 1961 – 525 души
- 1971 – 642 души
- 1981 – 669 души
- 1991 – 741 души
- 2011 – 383 души